# 人生は四十二から
『人生は四十二から』（Ruggles of Red Gap）は、1935年に制作されたアメリカの映画。
36年度キネマ旬報ベストテン9位。

## キャスト
- マーマデューク・ラグルズ - イギリス人の召使：チャールズ・ロートン
- エグバート・フラウド - ラグルズの主人となる西部の男：チャーリー・ラグルズ
- エフィー・フラウド - エグバートの妻：メアリー・ボーランド
- プルネラ・ジャドソン - ラグルズと恋仲に：ザス・ピッツ
- ジョージ・バーンステッド伯爵 - ラグルズの元主人：ローランド・ヤング
- ネル・ケナー - 歌手：レイラ・ハイアムズ
- ペティンギル：モード・エバーン
- チャールズ・ベルナップ＝ジャクソン - エフィの妹婿：ルシアン・リトルフィールド
- ベルナップ＝ジャクソン夫人 - エフィの妹：レオタ・ロレイン
- ジェフ・タトル - エグバートの西部の友人：ジェームズ・バーク
- サム：デル・ヘンダーソン
- ジェイク・ヘンショウ - 新聞記者：クラレンス・ウィルソン

## スタッフ
- 監督：レオ・マッケリー
- 脚本：ウォルター・デレオン、ハーラン・トンプソン
- 脚色：ハンフリー・ピアソン
- 原作：ハリー・レオン・ウィルソン 『Ruggles of Red Gap』
- 製作：アーサー・ホーンブロウ・ジュニア
- 撮影：アルフレッド・ギルクス

## 製作
ハリー・レオン・ウィルソンの原作『Ruggles of Red Gap』は既に二度（「活躍の天地」「男子改造」）、映画化されている。
ドタバタ喜劇を主に得意としていたレオ・マッケリー監督は本作から、それまでの作風とは変わり、アメリカン・デモクラシーを謳いあげて、ヒューマニズムを溢れる作品を撮るようになる。。

## 受賞
- ニューヨーク批評家賞・男優賞：チャールズ・ロートン
- アカデミー賞・作品賞：ノミネート